# ラム・チョップ (パペット)
ラム・チョップ(Lamb Chop)は、アメリカで活動する羊のソックパペットである。
1950年代から1960年代にかけて腹話術師のシェリー・ルイスとともに子供番組に出演して人気を集めた。1990年代には冠番組も放送され、複数の世代にわたって認知されることになった。
共演者であったシェリー・ルイスは1998年に死亡したが、娘のマロリーが役を引き継ぎ、ラム・チョップは活動を続けている。

## 経歴
ラム・チョップを生んだ腹話術師のシェリー・ルイスは、将来は舞台に立てるよう幼少時から両親に仕込まれた人物で、腹話術のほかには曲芸や楽器演奏を習得していた。1952年、オーディション番組「Arthur Godfrey's Talent Scouts」で優勝したルイスは、その後テレビ出演するようになった。ある子供番組でルイスが腹話術を披露しようとした際、問題になったのはルイスは身長が5フィート（約152cm）しかなく、普通の腹話術人形を使用するとルイスが目立たなくなってしまうことであった。ルイスはかつて父親に「（「メリーさんのひつじ」の）メリーさんも羊を飼っているんだから」と言われて制作したが、その後打ち捨てられていた羊のソックパペットを腹話術人形として利用することにした。これがラム・チョップである。ラム・チョップは人気を得、犬のハッシュ・パピー、馬のチャーリー・ホースといったラム・チョップの兄弟も設定された。しかし1960年代前半に子供番組がアニメ主体に移行したことから、ラム・チョップのテレビ出演はしばらく途絶えた。
1990年代になって、ラム・チョップはテレビに再登場した。1992年からPBSが冠番組「Lamb Chop's Play-Along」を放送した。1994年にはラム・チョップはブロードウェイ進出を果たし、この際には劇場周辺のレストランで羊肉料理の提供が差し控えられた。
1998年、シェリー・ルイスは子宮がんで死亡した。しかし友人のドム・デルイーズがシェリーの娘のマロリーに依頼し、マロリーがラム・チョップの共演者役を引き継ぐことになった。マロリーは名前もマロリー・ルイスと改名し、ラム・チョップと活動を続けている。

## 出演作品
『裸の銃を持つ逃亡者』では冒頭のコンサート場面に出演している。
- 裸の銃を持つ逃亡者